# 永和 (日本)
永和（）は、日本の南北朝時代の元号の一つ。北朝方にて使用された。応安の後、康暦の前。1375年から1379年までの期間を指す。この時代の天皇は、北朝方が後円融天皇。南朝方が長慶天皇。室町幕府将軍は足利義満。

## 改元
- 応安8年2月27日（ユリウス暦1375年3月29日）：後円融天皇の即位に伴う代始改元。
- 永和5年3月22日（ユリウス暦1379年4月9日）：康暦に改元。

## 永和期に起きた出来事
元年
- 8月：南朝方の橋本正督が室町幕府に起伏する。九州で今川貞世(了俊)が水島の陣にて少弐冬資を謀殺する。島津氏久が南朝方に転じる。

2年
- 8月：室町幕府が島津氏久、島津伊久の討伐のため貞世を大隅国、薩摩国の守護とする。

3年
- 6月：越前国の国人と守護代の争いが管領細川頼之の所領に飛び火し、頼之と斯波義将が対立する。
- 10月：南九州の国人が今川貞世に帰伏する。

## 西暦との対照表
※は小の月を示す。
| 永和元年（乙卯） | 一月※     | 二月  | 三月  | 四月※ | 五月    | 六月※ | 七月 | 八月※   | 九月  | 十月※ | 十一月※ | 十二月  |           |
| 天授元年         | 一月※     | 二月  | 三月  | 四月※ | 五月    | 六月※ | 七月 | 八月※   | 九月  | 十月※ | 十一月※ | 十二月  |           |
| ---------------- | --------- | ----- | ----- | ----- | ------- | ----- | ---- | ------- | ----- | ----- | ------- | ------- | --------- |
| ユリウス暦       | 1375/2/2  | 3/3   | 4/2   | 5/2   | 5/31    | 6/30  | 7/29 | 8/28    | 9/26  | 10/26 | 11/24   | 12/23   |           |
| 永和二年（丙辰） | 一月※     | 二月  | 三月  | 四月※ | 五月    | 六月※ | 七月 | 閏七月※ | 八月  | 九月  | 十月※   | 十一月  | 十二月※   |
| 天授二年         | 一月※     | 二月  | 三月  | 四月※ | 五月    | 六月※ | 七月 | 閏七月※ | 八月  | 九月  | 十月※   | 十一月  | 十二月※   |
| ユリウス暦       | 1376/1/22 | 2/20  | 3/21  | 4/20  | 5/19    | 6/18  | 7/17 | 8/16    | 9/14  | 10/14 | 11/13   | 12/12   | 1377/1/11 |
| 永和三年（丁巳） | 一月※     | 二月  | 三月※ | 四月  | 五月※   | 六月  | 七月 | 八月※   | 九月  | 十月  | 十一月※ | 十二月  |           |
| 天授三年         | 一月※     | 二月  | 三月※ | 四月  | 五月※   | 六月  | 七月 | 八月※   | 九月  | 十月  | 十一月※ | 十二月  |           |
| ユリウス暦       | 1377/2/9  | 3/10  | 4/9   | 5/8   | 6/7     | 7/6   | 8/5  | 9/4     | 10/3  | 11/2  | 12/2    | 12/31   |           |
| 永和四年（戊午） | 一月※     | 二月※ | 三月  | 四月※ | 五月    | 六月※ | 七月 | 八月    | 九月※ | 十月  | 十一月  | 十二月※ |           |
| 天授四年         | 一月※     | 二月※ | 三月  | 四月※ | 五月    | 六月※ | 七月 | 八月    | 九月※ | 十月  | 十一月  | 十二月※ |           |
| ユリウス暦       | 1378/1/30 | 2/28  | 3/29  | 4/28  | 5/27    | 6/26  | 7/25 | 8/24    | 9/23  | 10/22 | 11/21   | 12/21   |           |
| 永和五年（己未） | 一月      | 二月※ | 三月※ | 四月  | 閏四月※ | 五月※ | 六月 | 七月    | 八月※ | 九月  | 十月    | 十一月  | 十二月※   |
| 天授五年         | 一月      | 二月※ | 三月※ | 四月  | 閏四月※ | 五月※ | 六月 | 七月    | 八月※ | 九月  | 十月    | 十一月  | 十二月※   |
| ユリウス暦       | 1379/1/19 | 2/18  | 3/19  | 4/17  | 5/17    | 6/15  | 7/14 | 8/13    | 9/12  | 10/11 | 11/10   | 12/10   | 1380/1/9  |